# فؤاد بن أحمد
فؤاد بن أحمد هو كاتب وباحث وأكاديمي مغربي.

## سيرة ذاتية
فؤاد بن أحمد هو باحث وأكاديمي مغربي، متخصص في تاريخ الفلسفة وعلم الكلام في الإسلام، حاصل على الدكتوراه في الفلسفة من كلية الآداب والعلوم الإنسانية بجامعة محمد الخامس أكدال في الرباط. ويشتغل أستاذاً لمادتي الفلسفة ومناهج البحث منذ سنة 2009م بمؤسسة دار الحديث الحسنية التابعة لجامعة القرويين. وقد اشتغل استاذاً زائرا بعدد من الجامعات المرموقة منها جامعة هارفارد بالولايات المتحدة الأمريكية (2024-2025) وجامعة فوجيا بإيطاليا عام 2023. وهو عضو في مجموعة من الجمعيات الدولية المتخصصة في الفلسفة والعلوم في العالم الإسلامي؛ فهو مستشار بمكتب الجمعية الدولية لدراسة الفلسفة الوسيطة بلوفن، ومنسق قسم الفلسفة الإسلامية بها، وهو عضو مكتب الجمعية الدولية لتاريخ العلوم والفلسفة العربية والإسلامية، بباريس، منذ عام 2003م. كما عمل باحثاً زائراً بمعهد الدراسات المتقدمة التابع لجامعة إكس مرساي، بمرسيليا عام 2019م، وبجامعة كولورادو بولدر عام 2016م، وبمعهد طوما الأكويني التابع لجامعة كولونيا عام 2012م. وينصب فؤاد اهتمامه على تاريخ الفلسفة والعلوم العقلية في الإسلام، وخاصة على الفترة التاريخية التي تمتد من زمن أبو حامد الغزالي إلى ما بعد ابن رشد، كما شارك في عدة ندوات علمية وطنية ودولية، ونشر العديد من المقالات والدراسات باللغتين العربية والإنجليزية.

## أعماله
أصدر فؤاد بن أحمد العديد من الأعمال، من بينها:
- «ابن طملوس: كتاب في المنطق - كتاب الأمكنة المغلطة - كتاب الجدل»، نشر عام 2016م بواسطة منشورات ضفاف.[6]
- «منزلة التمثيل في فلسفة ابن رشد»، نشر عام 2017م بواسطة منشورات ضفاف.[7]
- «الدليل المنهجي إلى بعض خطوات الكتابة الأكاديمية وتقنياتها»، نشر عام 2020م بواسطة دار الأمان.[8]

## الجوائز
حصل كتاب «منزلة التمثيل في فلسفة ابن رشد» للباحث المغربي الدكتور فؤاد بن أحمد على جائزة الشيخ زايد للمؤلِّف الشاب رفقة كل من كتاب «حركية البديع في الخطاب الشعري.. من التحسين إلى التكوين» للباحث المغربي الدكتور سعيد العوادي، ورواية «شرق الدائري» للكاتب المصري خالد أحمد.